# Erasmus Darwin
Erasmus Darwin (12 de diciembre de 1731 - 18 de abril de 1802) fue un estudioso del lenguaje humano, médico, naturalista, fisiólogo y filósofo británico, que escribió profusamente sobre temas de medicina y botánica, además de libros de poesía. Fue uno de los miembros fundadores de la Sociedad Lunar, un grupo de discusión de industriales y filósofos de la naturaleza. Abuelo paterno de Charles Darwin, fue uno de los defensores pioneros del evolucionismo.

## Obra

### Lengua
En su obra «El Templo de la Naturaleza» Erasmus Darwin intentó explicar el origen de la sociedad humana, así como el del lenguaje. Este trabajo incluye el primer ejemplo registrado de un estudio fonético instrumental en un hablante. Para determinar el lugar de articulación de las vocales, se introdujo cilindros en la boca y así localizó en qué parte de la boca se formaba cada vocal. De esta manera, propuso 13 rasgos que diferenciaban todos los sonidos humanos.

### Ciencias naturales
El trabajo científico más importante de Erasmus Darwin es Zoonomia (1794), que contiene un sistema de patología y un tratado sobre la «generación» en el que enuncia la existencia de un antepasado común a toda la vida, adelantándose así a las posturas transformistas de Jean-Baptiste Lamarck, e incluso a la postura evolucionistas de su nieto.
Darwin experimentó con el uso de aire y gases para calmar infecciones y el cáncer. Más tarde, enfocó sus hallazgos a la investigación sobre la formación de las nubes.
Los experimentos de Darwin en galvanismo fueron una importante fuente de inspiración para la novela de Frankenstein, de Mary Shelley.

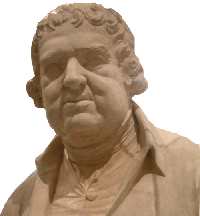
Busto de Erasmus Darwin, obra de W. J. Coffee (c. 1795).

### Poesía
La poesía de Erasmus Darwin fue elogiada por Coleridge y Wordsworth. En ella Darwin reflejaba sus intereses científicos y, de hecho, su obra más célebre lleva por título The Botanic Garden (El jardín botánico).

### Inventos
Darwin fue también un gran inventor, aunque jamás patentó ninguna de sus invenciones, pues pensaba que esto podría dañar su reputación como médico. Inventó diferentes objetos como por ejemplo un accesorio que le permitía llevar más peso en las carretillas debido al uso del helio. 

## Árbol de familia

### Erasmus Darwin en la ficción
El escritor Charles Sheffield, en su libro Erasmus Darwin, Magister, describe algunas de las "aventuras" que pudo haber tenido este notable científico inglés.

## Erasmus Darwin y el creacionismo
Una faceta poco conocida del abuelo de Charles Darwin es su creencia en Dios y en el creacionismo, a pesar de ser pionero en la teoría de la evolución. Esta frase en su libro Zoonomia no deja lugar a dudas, afirmando que «el primer enlace procede del Gran Creador»:

As the effects produced in this moment of time become causes in the next, we may consider the progressive motions of objects as a chain of causes only; whole first link proceeded from the great Creator, and which have existed from the beginning of *he created universe , and are perpetually proceeding. (Zoonomia, pag. 531,532)

Como los efectos producidos en este momento en el tiempo se convierten en causas en el siguiente, podemos considerar los movimientos progresivos de los objetos como una cadena de causas únicamente; todo primer eslabón procedió del gran Creador, que ha existido desde el principio del Universo que él creó, y lo proceden perpetuamente. (Zoonomia, pag. 531,532)

Este revelador párrafo se puede encontrar en el mismo prefacio de Zoonomia, en el que Darwin narra que el "Gran Creador" de todas las cosas ha infinitamente diversificado los trabajos de sus manos, pero que a la vez ha dejado cierta similitud en las características de la naturaleza, lo que demuestra que el todo es una gran familia de un padre (Dios).

The great Creator of all things has infinitely diversified the works of his hands, but has at the same time stamped a certain similitude on the features of nature, that demonstrates to us, that the 'whole is one family of one parent'. (Zoonomia, prefacio)

El gran Creador de todas las cosas ha diversificado infinitamente las obras de sus manos, pero al mismo tiempo ha estampado una cierta semejanza en los rasgos de la naturaleza, que nos demuestra que el 'todo es una familia de un solo padre'. ( Zoonomia, prefacio)

Para despejar cualquier duda sobre la creencia deístas del abuelo de Charles Darwin, se puede afirmar que este hombre tan visionario redactó una poesía con una teoría del Big Bang creacionista en 1791.

“‘Let there be light!’ proclaim’d the Almighty Lord.

Astonish’d Chaos heard the potent word.
Through all his realms the kindling Ether runs,
And the mass starts into a million suns;
Earths round each sun with quick explosions burst,
And second planets issue from the first;
Bend, as they journey with projectile force,
In bright ellipses their reluctant course;        
Orbs wheel in orbs, round centres centres roll,
And form, self-balanced, one revolving Whole.
Onward they move amid their bright abode,
Space without bound, the bosom of their God!”

(The Botanic Garden, 103,104)